# Monique Eleb
Monique Eleb, née à Casablanca au Maroc le 2 septembre 1945, et morte à Paris, le 26 mai 2023, est une psychologue et sociologue française, spécialiste des modes de vie, de l’habitat et de son architecture.

## Biographie
Après ses études de sciences humaines elle devient chercheuse à l’Institut de l’environnement entre 1969 et 1976, où elle travaille sur les relations entre sciences humaines et architecture en liaison avec l’enseignement dans les unités pédagogiques d’architecture et elle commence à enseigner dans l’une d’elles, UP1.
Elle a soutenu en 1980, sa thèse en sociologie de la connaissance et des idéologies à l'université Paris VII, Se construire et habiter sous la direction de Claude Revault d'Allonnes, et son habilitation universitaire en lettres (sociologie), Architecture, cultures et habiter, dans cette même université, en 1991 sous la direction de Pierre Ansart.
Elle entame au milieu des années 1970, une carrière dans l’enseignement des sciences humaines et sociales. Elle est professeure à l’École d’architecture de Paris-Villemin puis à l’École nationale supérieure d’architecture de Paris-Malaquais dont elle est l’une des fondatrices en 2001. En 1991, elle fonde, avec Jean-Louis Cohen, le laboratoire Architecture culture et société, XIXe-XXIe siècle, UMR/AUSSER C.N.R.S./MCC no 3329 qu’elle anime et dirige jusqu’en juin 2012. La même année elle obtient, avec Jean-Louis Cohen et Yannis Tsiomis, l'habilitation d'un DEA en architecture.

## Activités
Ses recherches centrées sur la généalogie de l’habitat procèdent à la fois d’une interprétation critique des traités d’architecture, d’une analyse des plans et d’enquêtes de terrain auprès des habitants et autres acteurs de la production de l’espace. Depuis 1972, elle a écrit une vingtaine d’ouvrages sur l’architecture domestique. Son œuvre tient à la fois de la socio-histoire, de la généalogie des formes d’architecture de l’habitat, mais aussi de la caractérisation de l’évolution des arts de vivre.
Ses travaux traitent de l’histoire de L’Architecture de la vie privée (titre d’un de ses principaux ouvrages) mais tentent aussi d’évaluer comment les innovations sociales sont prises en compte dans l’habitat, dont on suit la trace dans les bilans opérés pour le Plan Construction, de Penser l’habité (1988) à Des logements contemporains. Entre confort, désirs et normes (2012).
Monique Eleb s’est également intéressée au rôle des cafés dans la ville. Sujet sur lequel, elle a écrit deux ouvrages : La Société des cafés à Los Angeles et Paris. Société de cafés, avec Jean-Charles Depaule.
Elle a travaillé avec Jean-Louis Cohen pendant douze ans sur la création de la ville nouvelle de Casablanca, ce qui a donné lieu à trois ouvrages, Casablanca. Mythes et figures d'une aventure urbaine (1998, réédité de nombreuses fois et traduit en anglais), Casablanca, portrait de ville (1999) et Les Mille et Une Villes de Casablanca (2003).
Elle a été à l’origine de la création, en 1995, de l’association Casamémoires qui travaille à la valorisation du patrimoine architectural moderne de Casablanca.
Monique Eleb fait partie de l’équipe MVRDV/ACS/AAF depuis 2008 constituée pour travailler sur le Grand Paris et est membre du conseil scientifique de l’Atelier international du Grand Paris depuis sa création en 2012.
Elle a été membre du comité éditorial de la revue DASH (université de Delft, Pays-Bas).

## Publications

### Ouvrages
- Avec C. Gaillard, O. Sodré, G. Quan-Schneider, Sciences humaines et environnement. Orientations bibliographiques, Paris, Édition de l'Institut de l'environnement, 1971, 149 p.
- Avec C. Gaillard et M. Levy, L'Architecte, lui-même et les autres, Presses Universitaires de Grenoble, 1973, 200 p.
- (Édition) Espaces des sciences humaines. Questions d'enseignement en architecture, Paris, Édition de l’Institut de l'environnement, 1974.
- Psychologie et espace, (ed.) Cahier Pédagogique no 1, Paris, Édition de l’Institut de l'Environnement, 1973, 138 p.
- Architecture domestique et mentalités. Les Traités et les Pratiques. XVIe-XIXe siècles. (avec Anne Debarre-Blanchard), Édition de l’École d'architecture Paris-Villemin, collection In extenso, 1984, 229 p.
- Avec Anne Debarre-Blanchard, Architecture domestique et mentalités. Les Traités et les pratiques au XIXe siècle, Édition de l’École d'architecture Paris-Villemin, coll. « In Extenso », 1985, 213 p.
- (Édition) La Maison, espaces et intimités, coll. « In Extenso », no 9, École d’architecture de Paris-Villemin, 1985.
- Avec Anne Debarre-Blanchard, Architectures de la vie privée. Maisons et Mentalités. XVIIe-XIXe siècles, Édition Archives de l'architecture moderne, 1989, 311 p. (rééd. Hazan 1999).
- L'Apprentissage du chez-soi. Le Groupe des maisons ouvrières, Paris, Avenue Daumesnil, 1908, Éditions Parenthèses, 1994, 122 p.
- Avec Anne Debarre, L'Invention de l'habitation moderne, Paris, 1880-1914, Hazan/Archives de l'architecture moderne, 2000, 550 p.
- Avec Jean-Louis Cohen et Antonio Martinelli, Paris. Architecture 1900-2000, Édition Norma, 2000, 286 p.  (ISBN 978-2-909283517)
- Avec Jean-Louis Violeau, Entre voisins. Dispositif architectural et mixité sociale, Éditions de l'Épure, 2000, 314 p.
- À deux chez-soi. Des couples s’installent…, Édition La Martinière, 2002, 297 p.
- Entre goût et opinion, construction d’un parcours et construction d’un jugement, (avec Soline Nivet et Jean- Louis Violeau) Ed. de la Mission du patrimoine ethnologique, 2005.
- Avec Sabri Bendimérad, Vu de l'intérieur. Habiter un immeuble en Ile-de-France (1945-2010) Archibooks /Ordre des Architectes d’Ile-de-France, 2011.
- Avec Philippe Simon et Sabri Bendimérad, « Stratégies pour un grand Paris confortable, adaptable et diversifié », in Habiter le Grand Paris, Études. Ed. MVRDV avec ACS et AAF, 2013, p. 257-407.
- Les 101 Mots de l’habitat à l’usage de tous, Ed. Archibooks, 2015.
- Cinq bilans sur la production du logement, commandés par le Plan Construction, Architecture et Urbanisme :
  - Penser l'habiter. Le logement en questions (PAN 14, 1987) (avec A-M. Châtelet et T. Mandoul), Liège, Paris, Éditions Mardaga, 1988, 183 p., (rééd. 1990, 1995).
  - L'Habitation en projets. De la France à l'Europe. Europan 1989, (avec A-M. Châtelet, J.-C. Garcias, T. Mandoul et C. Prélorenzo), Éditions Mardaga, 1990, 147 p.
  - Urbanité, Sociabilité, Intimité. Des logements d'aujourd'hui, (avec A.M. Châtelet), Éditions de l'Épure, 1997, 352 p.
  - Entre voisins. Dispositif architectural et mixité sociale, (avec Jean-Louis Violeau), Éditions de l'Épure, 2000, 314 p.
  - Entre confort, désirs et normes. Le logement contemporain (1995-2012) (avec Philippe Simon). Éditions Mardaga, 2013.

### Articles
- Avec Estelle Thibault, « Écrire une histoire de l’architecture de la vie privée », Perspective, 2 | 2021, 111-130 [mis en ligne le 30 juin 2022, consulté le 20 juin 2022. URL : http://journals.openedition.org/perspective/25185 ; DOI : https://doi.org/10.4000/perspective.25185].